# 新共和
《新共和》（簡稱TNR），又称新共和周刊，是一家美國自由主义刊物，自1914年11月7日开始出版发行，以政治、当代文化和艺术评论为主题，对美国的政治和文化思想有着深刻的影响。
该杂志最早是以週刊形式發行，現在則是雙週刊，發行量約為50,000份。現任總編輯為温·麦科马克（Win McCormack），編輯為克里斯·莱曼（Chris Lehmann），发行商为凯莉·吉利斯（Kerrie Gillis）。一般來說，此雜誌支持民主党、工会、大政府、高税收、高福利經濟政策。

## 歷史
2012年3月9日，Facebook联合创始人克里斯·休斯收購了《新共和》雜誌，成為它的实际控制人与主编。
2014年，由於克里斯·休斯的經營方式導致雜誌社中許多資深編輯不滿而辭職，使雜誌的發行暫時中止。
2016年2月，該雜誌的經營權被售出並恢復發行。

## 外部連結
- 新共和官方網站 （页面存档备份，存于）